# أبو ديوب
أبو ديوب (بالفرنسية: Abou Diop)‏ (6 أكتوبر 1993 بداكار في السنغال - ) هو لاعب كرة قدم سنغالي في مركز الهجوم. لعب مع نادي برو فيرتشيلي ونادي ترنانا ونادي تورينو ونادي كروتوني ونادي ليتشي وFC Matera ‏ ويوفي ستابيا.

## روابط خارجية
- أبو ديوب على موقع قاعدة بيانات كرة القدم.إي يو (الإنجليزية)
- أبو ديوب على موقع Soccerway.com (الإنجليزية)
- أبو ديوب على موقع AS.com (الإسبانية)